# Aloe propagulifera
Aloe propagulifera är en grästrädsväxtart som först beskrevs av Werner Rauh och Razaf., och fick sitt nu gällande namn av Leonard Eric Newton och Gordon Douglas Rowley. Aloe propagulifera ingår i släktet Aloe och familjen grästrädsväxter. Inga underarter finns listade i Catalogue of Life.